# TRMT13
TRMT13‏ (TRNA methyltransferase 13 homolog) هوَ بروتين يُشَفر بواسطة جين TRMT13 في الإنسان.